# Енріке (ураган, 2021)
Ураган «Енріке» (англ. Hurricane Enrique) — сильний тихоокеанський ураган 1 категорії, який викликав зливи і повені на південному заході Мексики. Енріке став п'ятою депресією та названим штормом, а також першим ураганом сезону ураганів у Тихому океані 2021 року.
Система також загрожувала півострову Нижня Каліфорнія; проте він став залишковим мінімумом до того, як досягнув півострову в результаті було завдано збитків у розмірі 50 мільйонів доларів (2021 доларів США). Загинули 2 людини.

## Метеорологічна історія

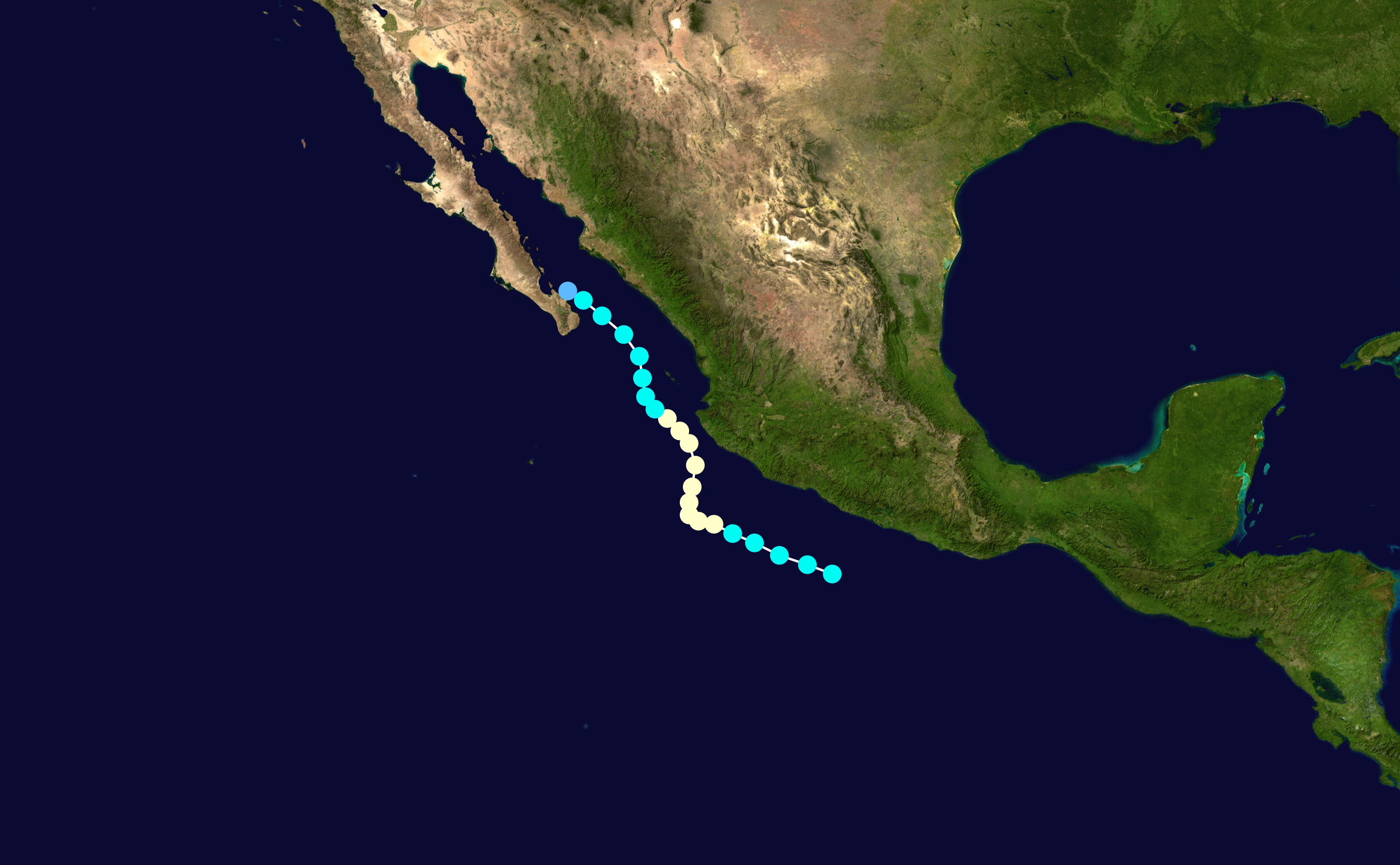
Карта шляху і інтенсивності Урагану Енріке за шкалою Саффіра–Сімпсона

20 червня NHC відзначила можливе утворення області низького тиску недалеко від півдня Гватемали та затоки Теуантепек. 22 червня над Центральною Америкою спостерігалася негода, супутникові знімки вказували на неорганізовані зливи і грози. В умовах провідного довкілля система поступово організовувалася, і 25 червня о 09:00 за всесвітнім координованим часом NHC оцінив систему як тропічний шторм, надавши їй ім'я Енріке. Супутникові зображення також показали, що шторм розвинулася циркуляція на низькому рівні. За допомогою скаттерометра було здійснено проліт над штормом, який показав, що він виробляв штормові тропічні вітри на південний схід від центру. Через шість годин структура шторму ще більше покращилася, з помітними смугами на півдні і сході. Пізніше над штормом виник великий конвективний вибух. Енріке продовжував посилюватися протягом дня, при цьому NHC оцінив, що система перетворилася на ураган 1 категорії до 09:00 UTC 26 червня, після чого система мала чітко виражену центральну густу хмарність та постійну зону. вершин холодних хмар. Область з перевищенням верхньої межі хмар сигналізувала про розвиток стінок ока. Однак незабаром його структура погіршилася через сухе повітря. Структура Енріке покращилася пізніше, хоча сухе повітря все ще захоплювалося у північний бік шторму. Структура Енріке покращилася пізніше, хоча сухе повітря все ще проникало в її північну сторону. Приблизно в цей час шторм досяг максимальної інтенсивності 90 миль/год (150 км/год). Прогнозувалося невелике додаткове посилення, але цього не сталося. 28 червня, о 15:00 за Гринвічем, конвективна структура Енріке була зруйнована, і внутрішнє ядро стало все більш рваним через сухе повітря, що призвело до ослаблення урагану. Того ж дня о 21:00 за всесвітнім координованим часом NHC знизив рейтинг Енріке до рівня тропічного шторму високого рівня, оскільки структура продовжувала руйнуватися і мала частково відкритий центр. 30 червня, о 12:00 за Гринвічем, NHC знову знизив рейтинг Енріке до тропічної депресії, оскільки його грози скоротилися до невеликої області глибокої конвекції. О 21:00 за Гринвічем того дня Енріке перетворився на залишковий мінімум у Каліфорнійській затоці, оскільки вся його конвекція розсіялася.

## Підготовка та наслідки
О 15:00 UTC 25 червня попередження про тропічний шторм було видано урядом Мексики від Пунта-Сан-Тельмо в Мічоакані до Кабо Коррієнтес у Халіско.
Принаймні двоє людей потонули на пляжі в П'є-де-ла-Куеста ( Герреро ) через шторм у період з 25 по 26 червня. Принаймні 207 будинків були пошкоджені зсувами та вітрами, викликаними Енріке в Герреро. Сильний дощ обрушився на райони Мансанільо, а вітри завдали незначної шкоди будинкам. У Ласаро Карденас області було затоплено паводковими водами більш ніж на 50 см (19 дюймів). Загалом 115 904 клієнтів втратили електроенергію в штаті Халіско, хоча через пару годин електропостачання було відновлено на 96%. Енріке залишив ушкодження в деяких частинах Наяріта, дерева вирвані з коренем які падали на будинки, та обрушені лінії електропередач що призвело до відключення електрики в місті Тепік. По всій країні збитки від урагану оцінюються приблизно в 50 мільйонів доларів США.